# Timothy Williamson
Timothy Williamson (Uppsala, 6 agosto 1955) è un filosofo inglese, Wykeham Professor di logica presso l'Università di Oxford. I suoi principali ambiti di indagine sono la metafisica, l'epistemologia, la logica filosofica e la filosofia del linguaggio.

## Biografia
Timothy Williamson ha frequentato dapprima la Leighton Park School e poi la Henley Grammar School; successivamente si è laureato presso l'Università di Oxford in matematica e filosofia. Nel 1980 ha completato il suo dottorato in filosofia con una tesi sul concetto di approssimazione verso la verità. Dopo aver insegnato al Trinity College, Università di Dublino, e all'Università di Edimburgo, nel 2000 ha assunto la cattedra Wykeham in logica dell'Università di Oxford, diventando membro del New College (Oxford). Dal 2022, Timothy Williamson è professore ospite presso l'Università della Svizzera italiana. 

## Contributi alla filosofia
Williamson si è occupato prevalentemente di epistemologia, filosofia del linguaggio, logica e metafisica.
Sul tema della vaghezza, sostiene la tesi secondo la quale le vaghezza è un fenomeno epistemico. Ogni predicato apparentemente vago (come, ad esempio, "pelato" o "sottile") ha in realtà confini precisi, che sono però a noi inconoscibili. Ciò significa che c'è un preciso numero di capelli che distingue chi è pelato da chi non lo è. Questo tentativo di risoluzione del paradosso del sorite può sembrare a prima vista sorprendente e paradossale, ma si è relativamente diffuso a partire dalla difesa che Williamson ne ha offerto .  
In epistemologia, ha avanzato l'ipotesi che il concetto di conoscenza sia inanalizzabile. Quest'impostazione confligge con un atteggiamento comune nella letteratura sul tema, che cerca invece di analizzarne i concetti costitutivi. Ad esempio, molto spesso, la conoscenza è intesa come una forma di credenza vera e giustificata. Williamson condivide l'idea che il concetto di conoscenza implichi quelli di giustificazione, di verità e di credenza, ma considera il primo come primitivo. L'importanza delle credenze è quindi illustrata a partire dal loro rapporto con la conoscenza, benché al contempo Williamson eviti di abbracciare una posizione disgiuntivista.

## Opere principali

### Libri
- Identity and Discrimination, Oxford: Blackwell, 1990.
- Vagueness, London: Routledge, 1994.
- Knowledge and Its Limits, Oxford: Oxford University Press, 2000.
- The Philosophy of Philosophy, Oxford: Blackwell, 2007.
- Modal Logic as Metaphysics, Oxford: Oxford University Press, 2013.
- Tetralogue: I'm Right, You're Wrong, Oxford: Oxford University Press, 2015.
- Doing Philosophy. From Common Curiosity to Logical Reasoning, Oxford: Oxford University Press, 2018.

Williamson ha anche pubblicato più di 120 articoli in riviste accademiche in peer-review.